# Most přes jezero Pontchartrain
Most přes jezero Pontchartrain (anglicky Lake Pontchartrain Causeway nebo prostě jen Causeway) se vlastně skládá ze dvou souběžných mostů, vzdálených od sebe 24 metrů. Delší z nich je třetím nejdelším mostem na světě (pokud nepočítáme nízké nadzemní mosty používané např. pro usnadnění provozu ve městech), měří 38 422 metrů (lze se ale setkat například i s údajem 38,6 km).
Jezero Pontchartrain se nachází na jihovýchodě amerického státu Louisiana, mosty propojují město Mandeville na severním pobřeží jezera s předměstím New Orleans na jižním břehu.

## Historie
Již od roku 1883 vedl přes jezero dřevěný železniční most o délce 35 km. Postupně ale zchátral a byl 30. srpna 1956 nahrazen novým mostem, tentokrát už z předpjatého betonu, za 30,7 milionu dolarů. 10. května 1969 pak byl za 26 mil. $ vybudován souběžný most, který je ještě o 15 metrů delší.
V roce 2005 oblast zasáhl hurikán Katrina, most ale nebyl nijak zásadně poničen, provoz na něm byl uzavřen od 29. srpna do 14. října 2005.

## Provoz

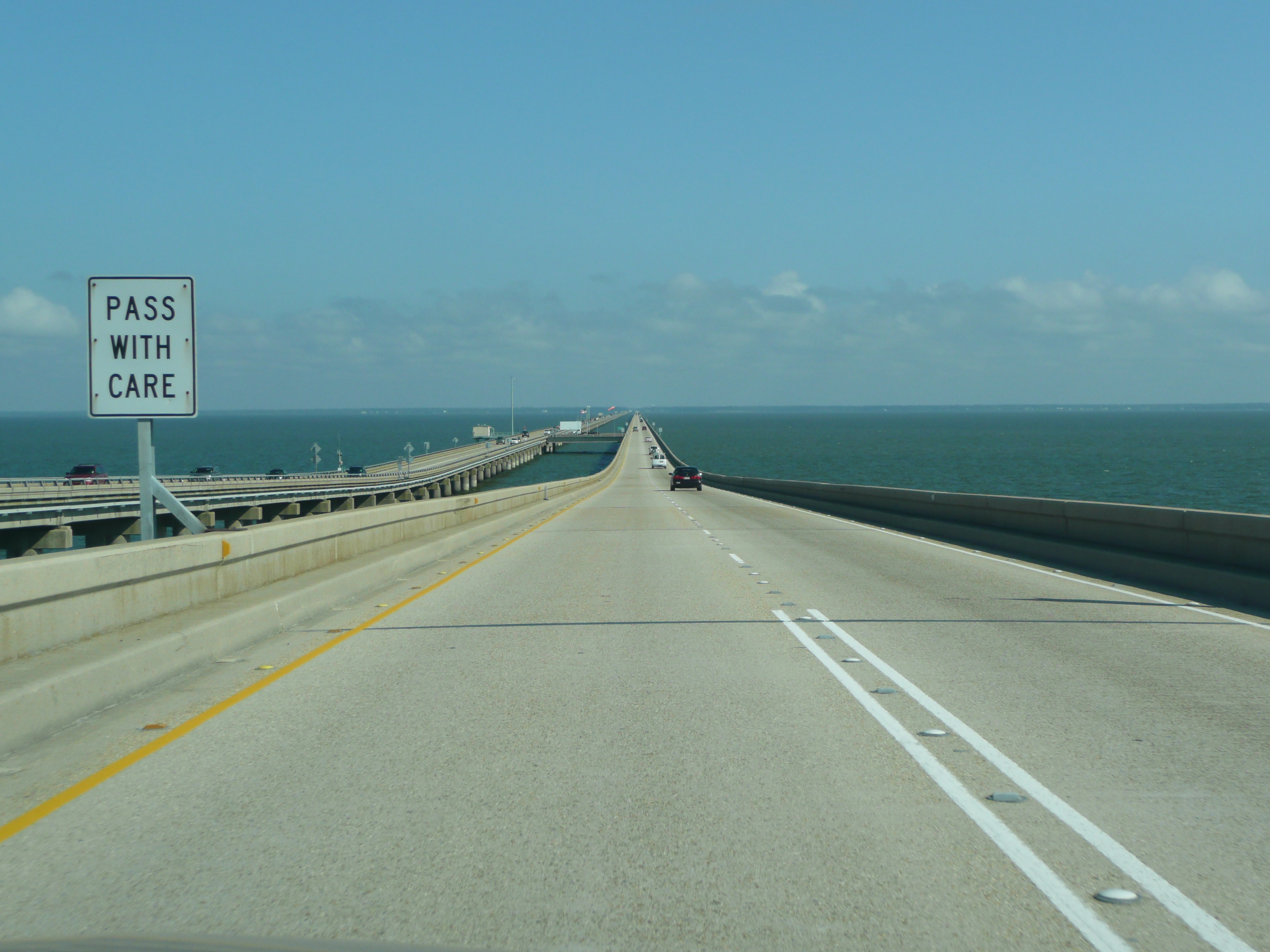
Pohled směrem na sever z východněji ležícího mostu

Po obou mostech vede dvouproudá silnice. Od doby, kdy byl dokončen druhý most, je každý most určen pouze pro jeden směr jízdy. Po západněji ležícím starším mostě se jezdí na jih do New Orleans, po novějším v opačném směru. Vozovka je položena poměrně nízko (5 m nad hladinou jezera). Na 7 místech je možno v případě nouze přejet po propojce z jednoho mostu na druhý.
Mosty obsahují dva průplavy pro lodě, přičemž jeden je opatřen sklápěcí mostovkou, takže jím mohou proplouvat i větší lodě.

### Poplatky
Za použití mostu se od jeho otevření vybírají poplatky. Do roku 1995 byla cena za přejezd 1 dolar, poté se zvýšila na 1,5 $. Protože se na jižním konci mostu tvořily při vybírání poplatků dopravní zácpy, v roce 1999 se začalo platit pouze na severním konci za jízdu do New Orleans, cena se ale zdvojnásobila na 3 $. Od roku 2017 je cena 5 $, aby se zafinancovaly opravy mostu kvůli bezpečnosti.